# Comité Maritime International
Das Comité Maritime International (CMI) ist eine Internationale Nichtregierungsorganisation (INGO) zur Harmonisierung des Seerechts. Das CMI fungiert als Dachorganisation verschiedener nationaler Seerechtsvereinigungen und war Gastgeber einer Reihe internationaler Seerechtskonferenzen, auf denen Übereinkommen geschlossen wurden, die eine Vereinheitlichung des Seerechts zum Ziel haben.

## Geschichte
Das Handelsrecht in allen Ländern beruht auf der Praxis der Kaufleute. Da schon in der Vergangenheit der größte Teil der Waren auf dem Seeweg gehandelt wurde, hat sich das Seerecht schon spätestens seit dem Mittelalter vereinheitlicht. Ein frühes Beispiel sind die Rôles d’Oléron, die schon damals kaum von den Regeln der englischen Admiralty Courts abwich und in fast gleicher Weise in Katalonien, Genua, Flandern, den Niederlanden und den Hansestädten galt. Die rasante Entwicklung während der industriellen Revolution führte zu einem Abweichen nationaler Rechtsnormen von diesen gemeinsamen Regeln. In der Folge stieg die Anzahl der Dispute und damit einhergehend der Versicherungskosten. Das erklärt das wachsende Interesse in Industrie und Politik, diese Situation zu verbessern.
1857 wurde in London die National Association for Social Science gegründet, die bis 1864 die Definitionen einer allgemeinen Havarie festschrieb. 1873 wurde in Brüssel die „Association for the Reform and Codification of the Law of Nations“, die Vorläuferorganisation der International Law Association (ILA) gegründet.
Auf Betreiben des belgischen Ministers Auguste Beernaert wurden 1885 in Antwerpen und 1888 in Brüssel Konferenzen organisiert, die auf eine Organisation hinarbeiteten, die das Seerecht in allen Bereichen organisieren sollte. Zwar blieben diese Konferenzen fruchtlos, aber man erkannte, dass erfolgreiche Arbeit bessere Vorbereitung und Zusammenarbeit erforderte. Nicht zuletzt aufgrund dieser Erkenntnis konnte 1899 die Washingtoner Konvention zur Verhinderung von Kollisionen zur See (Washington Convention on the Regulations for preventing Collisions at Sea) unterzeichnet werden.
Vor diesem Hintergrund suchte ein belgischer Rechtsanwalt für Seerecht, Louis Franck, Unterstützung in belgischen Wirtschaftskreisen und in der Politik. Sein Ziel war die Gründung einer Organisation zur Vereinheitlichung des Seerechts. 1896 gründeten Beernaert, Franck und der belgische Geschäftsmann Charles Le Jeune mit Unterstützung der ILA die Association Belge de Droit Maritime in Antwerpen, die Vorläuferorganisation des Comité Maritime International.
Die erste vom CMI ausgerichtete Brüsseler Seerechtskonferenz fand 1910 statt und führte zur Verabschiedung des Übereinkommens zur einheitlichen Feststellung von Regeln über den Zusammenstoß von Schiffen und des Übereinkommens zur einheitlichen Feststellung von Regeln über die Hilfeleistung und Bergung in Seenot. 1974 novellierte das CMI die ursprünglich vom ILA herausgegebenen York-Antwerpener Regeln, die seither (1994, 2004 und 2016) durch das CMI gemanagt werden.
In späteren Konferenzen wurden weitere Eckpfeiler des Seerechts, wie die Haager Regeln (1924) oder die Haag-Visby-Regeln (1968) geschaffen.
Die deutsche Landesgruppe des CMI ist der Deutsche Verein für Internationales Seerecht (DVIS) in Hamburg. Die Schweiz wird vertreten durch die Schweizerische Vereinigung für Seerecht (Association Suisse de Droit Maritime). Österreich ist im CMI nicht vertreten.